# Restitutus von Tricastinum
Restitutus von Tricastinum (* in Israel (unsicher); † 4. Jahrhundert in Tricastinum (heute Saint-Paul-Trois-Châteaux)) war ein Heiliger der römisch-katholischen Kirche. Er soll der erste Bischof des Episkopates Tricastin (lateinisch: Augusta Tricastinum; heute Saint-Paul-Trois-Châteaux) gewesen sein, das 1801 aufgelöst wurde. Seine Reliquien werden in Orléans verehrt. Der  Gedenktag von Restitutus ist der 7. November. Er ist jedoch nicht im  Martyrologium Romanum verzeichnet.

## Leben und Werk
Nach der Legende war Restitutus der von Jesus geheilte Blindgeborene (Johannesevangelium 9,1–38). Hierher stammt sein Name Restitutus von dem lateinischen Substantiv restitutio („Die Wiederherstellung“.) Die französische Überlieferung, eine Legende aus dem 15. Jahrhundert, erzählt, dass Restitutus auf wundersame Weise mit den Heiligen Maria Magdalena, Lazarus, Martha und einigen anderen von Palästina nach Südfrankreich segelte.  Sowohl der heilige Maximinus von Aix wie auch sein Nachfolger der heilige Sidonius von Aix sollen auch der Blindgeborene aus der Bibel gewesen sein und mit den drei heiligen Geschwistern aus Bethanien an Bord des Schiffes gewesen sein. Diese beiden wurden die ersten beiden Bischöfe von Aix-en-Provence.
Die Franzosen des Mittelalters nannten ihre Kirche gerne  die „älteste Tochter der Kirche“ (la fille aînée de l’Église). Deswegen wurden viele der frühesten französischen Heiligen mit Biografien ausgestattet, die sie über mehrere Jahrhunderte nach vorne bewegten und mit in der Bibel erwähnten Personen oder als einen der 72 Jünger identifizierten oder in Kontakt brachten. Diese Traditionen verbanden Frömmigkeit mit lokalen Emotionen und boten so Möglichkeiten zu Pilgerfahrten zu den Orten, an denen die entsprechenden Reliquien angeblich aufbewahrt wurden. Diese Art von Legenden scheint in den 1000er Jahren entwickelt worden zu sein.
Restitutus von Tricastin wurde in den Diözesen Saint-Paul-Trois-Châteaux, Aix-en-Provence, Valence und Viviers verehrt. Die Reliquien von Restitutus in einer Krypta einer Kirche aus dem 9. Jahrhundert wurden 1561 von den Hugenotten zerstört. Andere Quellen jedoch besagen, dass sich diese Reliquien in Orléans befinden.